# 발타자어 노이만

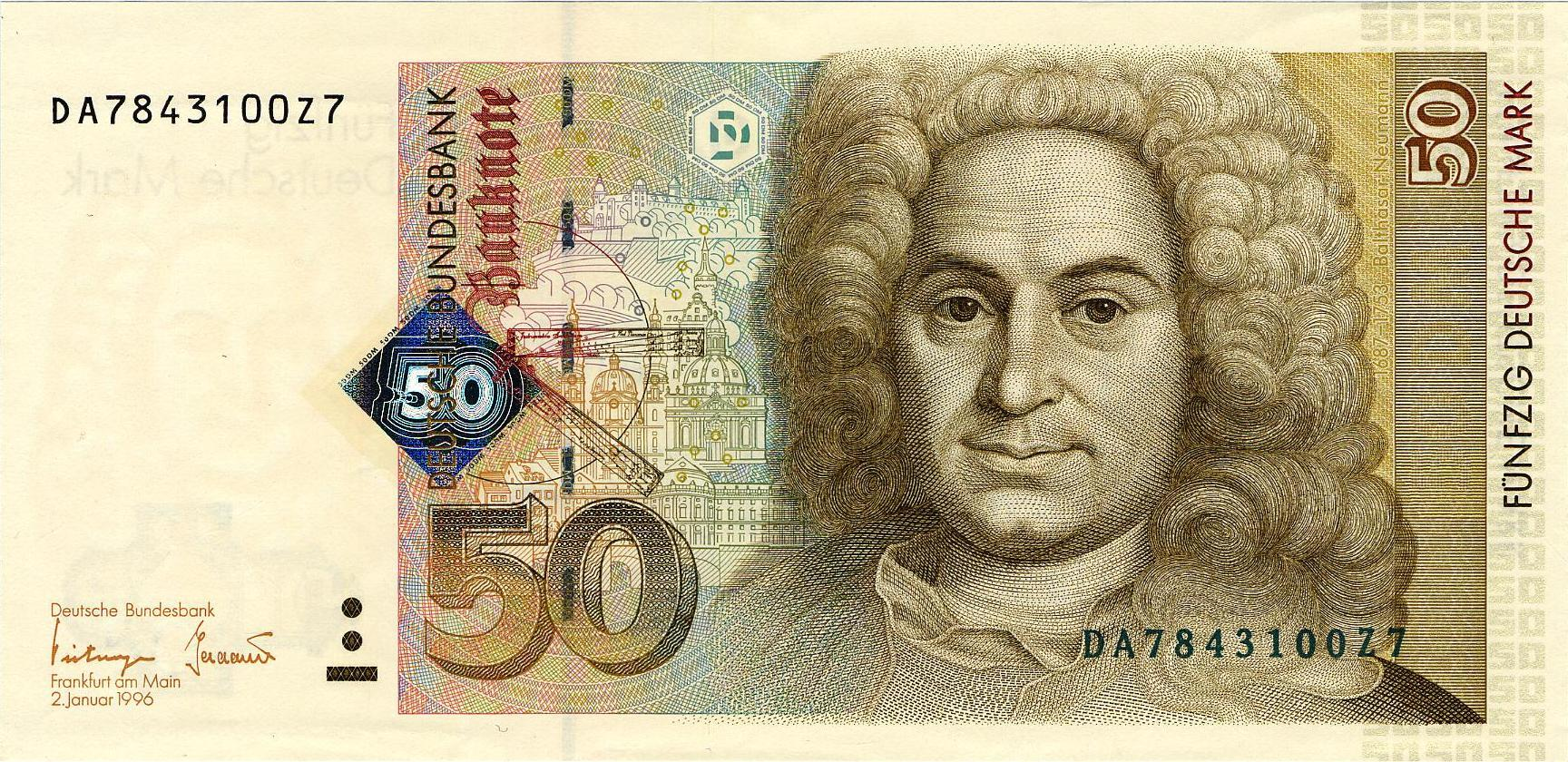
1996년판 독일 50 마르크 지폐에 그려진 발타자어 노이만의 초상화

요한 발타자어 노이만(독일어: Johann Balthasar Neuman, 1687년 1월 27일(추정) ~ 1753년 8월 19일)은 독일의 건축가이다. 독일의 바로크 건축, 로코코 건축을 대표하는 건축가로 여겨진다.

## 생애
보헤미아 에거(Eger, 현재의 체코 헤프(Cheb))에서 의류 제작자인 한스 크리스토프 노이만(Hans Christoph Neumann)과 그의 아내인 로지나(Rosina) 사이에서 태어난 9명의 자녀 가운데 7번째로 태어났다. 1687년 1월 30일에는 기독교 세례를 받았다.
에거에서 종, 총 주조소 직원으로 근무했지만 1711년 뷔르츠부르크로 이주했다. 1712년에는 뷔르츠부르크 군 부대에 입대하면서 기하학, 건축, 토지 측량을 전공했다. 1718년에는 이탈리아 북부를 여행하면서 건축물에 관한 연구를 진행했다.
1719년에는 뷔르츠부르크 주교를 역임하고 있던 요한 필리프 프란츠 폰 쇤보른(Johann Philipp Franz von Schönborn)에 의해 건축 기술자로 발탁되었으며 1720년부터 1744년까지 건설된 바로크 건축 양식의 건축물인 뷔르츠부르크 궁전의 설계를 맡았다.
그 외에 바이에른의 피어젠하일리겐 교회(Vierzehnheiligen), 브륄의 아우구스투스부르크성, 브루흐잘(Bruchsal) 주교궁전, 베르네크(Werneck) 주교궁전, 네레스하임 수도원, 케펠레(Käppele) 교회, 트리어의 성 파울리누스(St. Paulinus) 성당 등의 설계를 맡았다. 1753년 8월 19일 뷔르츠부르크에서 사망했다.